# Croton dongnaiensis
Espèce
Croton dongnaiensis est une espèce de plantes à fleurs du genre Croton et de la famille des Euphorbiaceae, présente au Viêt Nam.